# دهه ۳۹۰ (پیش از میلاد)
دهه ۳۹۰ (پیش از میلاد) ۳۹مین دهه قبل از مبدا شروع تقویم میلادی است.